# FUNAN フナン
『FUNAN フナン』は、ドゥニ・ドゥ監督による2018年の歴史ドラマを扱ったアニメーション映画。脚本はドゥおよびマガリ・プゾル (Magali Pouzo)で、エリーゼ・トリンも参加している。カンボジアの女性が、1975年4月のクメール・ルージュの革命開始後に強制的に連れ去られたわが子を探す物語である。
映画で会話に使用されているのは主にフランス語で、ベレニス・ベジョとルイ・ガレルが主演を務めている。
映画のタイトルは、かつて現在のカンボジアを含むインドシナ半島に存在した国家、扶南国に由来する。

## 製作
監督・脚本のドゥニ・ドゥはフランス生まれで、フランス・中国・カンボジアの血を引く。本作はドゥ自身の調査およびドゥの母親の記憶がベースで、ドゥの母親は主人公のチョウのモデルとなっている。
ドゥニ・ドゥは2020年の日本公開に際し、日本のアニメを見て影響を受けてこの道に進んだので日本での公開は夢の実現であると、ビデオメッセージを寄せた。また、高畑勲を尊敬しており、この作品を高畑に見てもらえなかったことが残念とも取材に対して述べている。

## あらすじ
チョウは夫のクン、幼い子どものソヴァンとともにプノンペンに暮らし、家ではクンの弟のメン、チョウの母と祖母、そして彼らのほかの子どもたちであるホー、トゥク、リリーと同居していた。1975年、クメール・ルージュは政権を打倒し、チョウ一家は革命軍によって都市からの強制退去を命じられる。
過酷な移動のさなか、ソヴァンと祖母は家族とはぐれ、クメール・ルージュの兵士はチョウが彼らを探しに行くことを禁じた。
近くの街に到着したとき、いとこのソクが革命軍の一員になっていることをチョウたちは知る。そしてすべての街はコミューンへと変わった。家族の所有物は隠すことができずに取り上げられ、わずかな食料で骨と皮になるまで働かされた。チョウは息子の行方を尋ね、他の労働キャンプにいることは保証されたが、会いに行くことは禁じられた。脱走を望むメンに、クンは生き延びるためには従う以外に選択肢はないと主張する。
チョウの願いでクンは船で川を渡りソヴァンを探そうとしたが、捕まって殴打された。トゥクは病気となり、チョウたちの家族は隠していた最後の貴重品を、クメール・ルージュと寝ていると言われていた女性に渡し、薬を手に入れようとする。しかしトゥクは彼女が戻る前に死亡した。女性は薬を見つけることができずに戻り、キャンプの他の女性から殴打された。留守中に息子をチョウに預けていた女性は、死を前に息子をチョウに託す。ソクはクンに罰を与えるふりをしてソヴァンを探しに行くことを許したが、クンが到着したときには子どもたちは再び移動した後だった。
この間、ソヴァンは祖母とともに暮らし、労働キャンプで一人の少女と友だちになった。周囲では恐ろしい殺人が続き、少女はソヴァンたちが食べ物を盗んだときに追っ手から逃す囮になった。
もはや耐えられなくなったメンは、国境を越えて逃げることを企て、クンはその後を追って成功を祈ったが、クメール・ルージュの兵士に捕らえられる。ソクはクンを助けるために兵士を殺した。クンとチョウは戻ったが、別の疑り深いクメール・ルージュ兵が罰としてソクを殺害する。
労働キャンプのグループは列車で再び移動させられ、チョウは面倒を見ていた子どもから引き離される。ある駅で、クメール・ルージュ兵の娘が井戸に落ち、クンがそれを助けたことにチョウは腹を立てる。まもなく男性と女性は別のキャンプに行くことになり、チョウ、リリーと彼女たちの母だけが残される。数ヶ月後、井戸で溺れたクメール・ルージュの女性・ペウが感謝の気持ちとして、チョウの家族にくすねてきた食料を差し入れたが、チョウはすべてを奪われても憐れみを受けない自由があるとして、空腹にもかかわらずそれを拒んだ。チョウの母はクメール・ルージュ兵の一人がリリーに気があることに気付き、これを利用して食料を手に入れるよう勧めた。だが、兵士がリリーを犯した後、リリーは首をつった。
ホーはようやく男性キャンプから戻り、クンとは離されてしまったと話す。しかし、リリーの身の上に起きたことを聞いたホーは、その兵士を見つけて草葺きの倉庫に入ったところを閉じ込め、生きながら焼き殺した。ホーは、無実ながら同調者とみなされた老婆とともに殺される。チョウの母は餓死した。
2年が過ぎ、クンは痩せ衰えたチョウを診療室で見つける。クンはソヴァンを見つけると話し、チョウは最後の力を振り絞った。カンボジア・ベトナム戦争が始まり、ベトナム軍がチョウたちのキャンプに攻撃をかけると、二人はソヴァンを探すために最後の脱出を試みる。二人は周辺を監視していたペウに目撃されるが、ペウは虚偽の報告をして脱走を黙認した。長く遠い道のりの果てに、二人は捨てられたとおぼしい子どもたちのグループを見つけ、その中にソヴァンがいた。
再び一つになった家族は、タイ国境からの脱出を試みる。その道すがら、別のクメール・ルージュの集団が地元民に取り囲まれ、女性が暴行されようとしているのに遭遇する。チョウは彼らの前に出てシャツを脱いで上半身を晒すと、自分もあなたたち同様、周りの女たちが苦しみ死ぬ中で生きてきたのだと涙ながらに話した。チョウたちは女性に一緒にタイに逃げることを勧めたが、彼女は家族がまだカンボジアにいると断った。チョウ一家は国境にたどり着く。クンは一人先に出て周りを偵察した。チョウとソヴァンが見ている前で、クンはクメール・ルージュ兵に発見される。クンは家族が国境を超えられるよう、わざと逃げて撃たれた。しかし最後の家族となったソヴァンとチョウは、手を取ってタイに入った。

## 公開
2018年6月11日に、長編作品部門に参加したアヌシー国際アニメーション映画祭でプレミア上映が実施された。
その後2018年中に、10月17日のアデレード映画祭でのオーストラリア、10月20日の"the Animation Is Film Festival"での北米を含む、他の複数の映画祭でプレミア上映された。
Bac Filmsによってフランスでは2019年3月6日に、リュミエールによってベルギーでは2019年4月24日に、それぞれ映画館で公開された。
英語圏では、2019年6月7日よりGKIDSにより、アメリカ合衆国で字幕付きフランス語版を限定公開した。
日本では、2020年12月12日にフランス映画祭2020横浜で上映され、同月25日より東京の2館をはじめとする一部の映画館で公開された。

## 賞歴
『FUNAN』は映画祭で審査員や観客から高い評価を受け、いくつかの賞を獲得している。
アヌシー国際アニメーション映画祭では長編部門でグランプリ（クリスタル賞）を受賞した。"the Animation Is Film Festival"では審査員グランプリと観客賞を、第20回富川国際アニメーション映画祭では長編部門の審査員準グランプリ（フランスのCe magnifique gâteau !に次ぐ）を、それぞれ受賞した。
2018年12月8日の第2回エミール賞では4部門にノミネートされ、そのうち脚本賞（ドゥニ・ドゥ、マガリ・プゾル）とサウンドデザイン賞（ニコラス・リロイ、ミシェル・シリング、ニコラス・トラン・トロン）を受賞した。